# بیمارستان دکتر بهشتی بندر لنگه
 بیمارستان دکتر بهشتی  واقع در بخش مرکزی شهرستان بندر لنگه در استان هرمزگان
در جنوب ایران است. این بیمارستان در وسط شهر بندر لنگه واقع شده و بیمارستانی دانشگاهی، درمانی است.

## تأسیس
«بیمارستان دکتر بهشتی» در سال ۱۳۵۳ خورشیدی باظرفیت ۱۳۰ تخت ثابت تأسیس شده‌است، 
در حال حاضر ۸۰ تخت دائر دارد .

## تخصصها
تخصصها وبخش‌های موجود در این بیمارستان عبارت‌اند از:
- جراحی .
- بخش داخلی
- زنان و زایمان
- کودکان
- اورژانس
- چشم پزشکی
- گوش و حلق و بینی

## منبع
- د. علی، بن معیوف، حسن،. (العلاج فی محافظة هرمزجان و دول الخلیج)  ج۱. چاپ وانتشار سال ۱۹۹۸ میلادی.